# Яковлєва Оксана Миколаївна
Окса́на Микола́ївна Я́ковлєва (нар. 6 жовтня 1980 року у Дубровці, Росія) — українська біатлоністка, заслужений майстер спорту (2007), влітку 2010 закінчила кар'єру.
Чемпіонка Європи серед юніорів (гонка переслідування, 2000), чемпіонка Європи (індивідуальні гонки, 2001, 2007; спринт, 2008; естафета, 2008), неодноразова призерка чемпіонатів Європи, неодноразова чемпіонка України, на XXIII Всесвітній зимовій універсіаді у Турині виборола 2 медалі (1 золота, 1 срібна), дворазова срібна призерка Чемпіонату світу в естафеті (2003, 2008).

## Життєпис
Після переїзду в 1996 році до Глухова почала займатися біатлоном. У 1999 році увійшла до складу збірної команди України з біатлону. Виграла бронзу в естафеті на літньому чемпіонаті світу з біатлону у Мінську 1999 року в команді з Оксаною Гловою, Тетяною Литовченко та Іриною Меркушиною.
Тренер Москаленко Олександр Миколайович.
Учасниця Олімпійських ігор 2002 року в Солт-Лейк-Сіті (США).
Проживає у м. Суми, Україна.

## Статистика
У таблиці наведено статистику виступів біатлоніста в Кубку світу.
- Місця 1–3: кількість подіумів
- Чільна 10: кількість фінішів у першій десятці
- В очках: кількість виступів, на яких біатлоніст здобував очки
- Старти: кількість стартів
- Естафета: включно зі змішаною

| Місця                              | Індивід. | Спринт | Персьют | Мас-старт | Естафета | Разом |
| ---------------------------------- | -------- | ------ | ------- | --------- | -------- | ----- |
| 1                                  |          |        |         |           |          |       |
| 2                                  |          |        |         |           | 2        | 2     |
| 3                                  |          |        |         |           |          |       |
| Чільна 10                          |          |        |         |           | 14       | 14    |
| В очках                            | 9        | 4      | 5       | 1         | 22       | 41    |
| Стартів                            | 20       | 42     | 20      | 1         | 22       | 105   |
| Станом на: кінець сезону 2009/2010 |          |        |         |           |          |       |